# Leo de Haas
Leo de Haas (Arnhem, 10 mei 1959) is een Nederlandse voormalig presentator en tv-producent. Hij was eigenaar van het productiebedrijf Leo de Haas TV Produkties in Apeldoorn, dat hij in 1980 oprichtte.

## Carrière

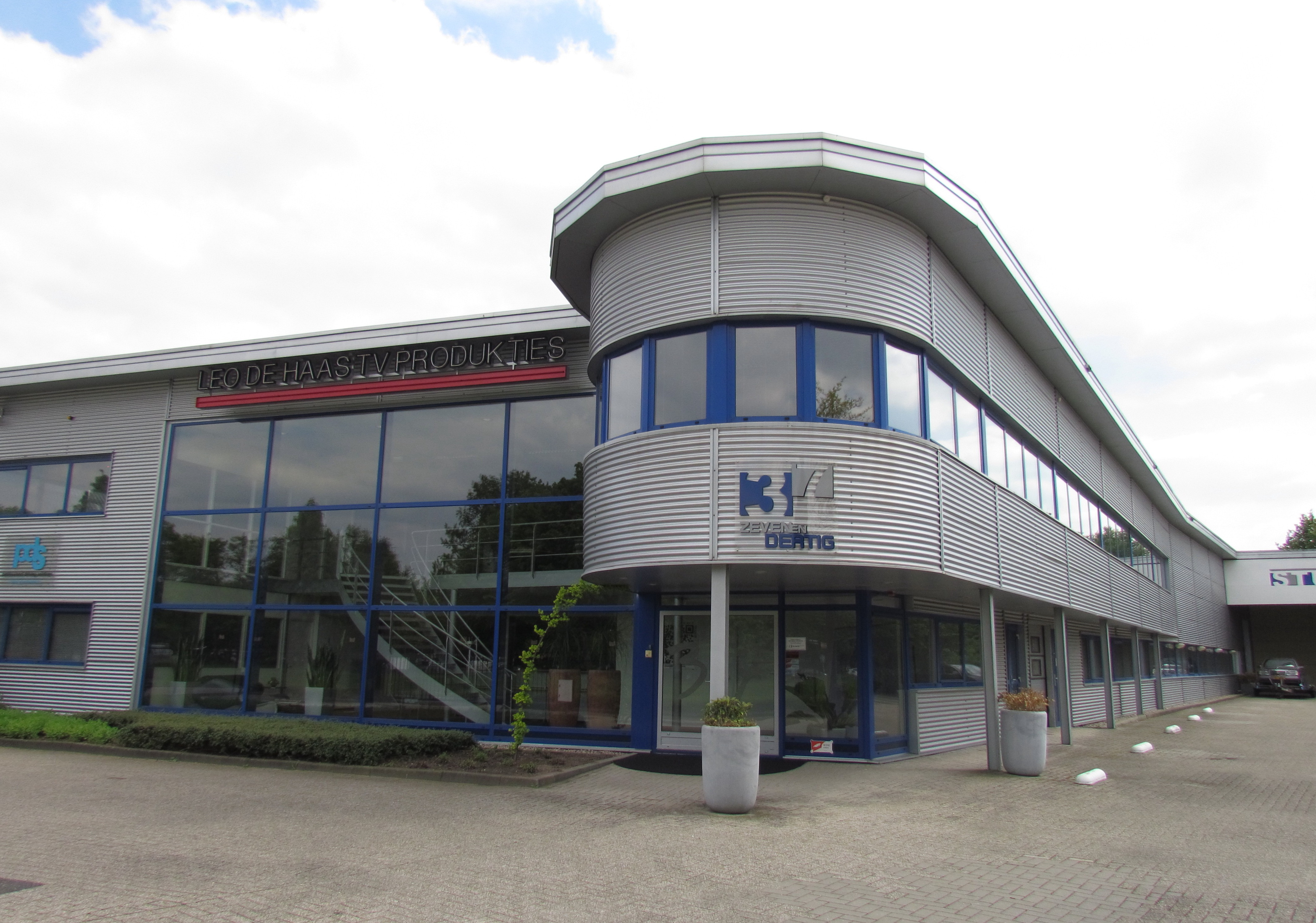
Het voormalige pand van Leo de Haas TV Produkties in Apeldoorn

Na eerst als fotojournalist gewerkt te hebben, was hij in de periode 1984-1988 freelance cameraman voor het NOS Journaal, waardoor hij veel op de weg was. Hij verbaasde zich over het verkeersgedrag in Nederland en kwam zo op het idee het rijgedrag van de Nederlander in beeld te brengen. Zo ontstond het idee voor Blik op de weg. Het was bedoeld als een eenmalige uitzending, maar uiteindelijk heeft De Haas het programma meer dan twintig seizoenen gepresenteerd met zijn productiebedrijf, dat op het hoogtepunt 35 personeelsleden in dienst had.
Op 18 juli 2006 won de AVRO een kort geding tegen De Haas nadat hij had aangegeven naar Talpa te willen overstappen.
Op 14 januari 2012 maakte de AVRO bekend dat De Haas als presentator van Blik op de weg opgevolgd ging worden door Frits Sissing. Hoewel De Haas kort daarvoor had aangegeven graag het programma te blijven presenteren, ontkende de mediadirecteur van de AVRO dat er sprake was van onenigheid: "Het programma kreeg sowieso een restyling en ik vind Frits gewoon meer een AVRO-gezicht. Dus zei ik tegen Leo dat ik wel door wilde met Blik op de Weg op voorwaarde dat Frits het voortaan zou presenteren." De laatste uitzending van Blik op de weg was op 20 maart 2015.
De Haas had na Blik op de weg nog uitzicht op twee nieuwe programma's die hij mocht maken, maar uiteindelijk bleek dat deze plannen niet doorgingen. Hij vroeg faillissement aan en op 1 december 2015 werd Leo de Haas TV Produkties failliet verklaard.
Hierna richtte hij zich op de handel in zowel moderne auto's als in oldtimers, voornamelijk van het merk Mercedes-Benz. Voor zijn eigen autohandel reed De Haas als vrachtwagenchauffeur. Vanaf 2017 richtte De Haas zich alleen nog op autotransport. In 2019 blies hij het YouTube-kanaal van zijn voormalige productiebedrijf nieuw leven in, op aanraden van zijn zoon, die zag dat hij 16.000 abonnees had. Onder de titel 'Terug-Blik op de Weg' uploadt De Haas voorheen ongebruikt Blik op de weg-materiaal. In 2020 stopte hij noodgedwongen met zijn autotransportbedrijf.
In 2022 bracht hij zijn autobiografie genaamd Mr. Blik uit.

## Persoonlijk
De Haas is een liefhebber van oldtimers en naar eigen zeggen "autofanaat".
Hij is getrouwd en heeft een zoon.